# WRY
WRY é uma banda de rock alternativo brasileira fundada em 1994 em Sorocaba, São Paulo. Considerada como uma referência no cenário indie rock nacional, o WRY dispõe de uma discografia que inclui oito discos de estúdio e três EPs, além de singles e participações em coletâneas musicais nacionais e internacionais. Atualmente o WRY está promovendo a divulgação do seu oitavo disco de estúdio, Aurora, lançado em novembro de 2022.
O WRY foi a primeira banda de rock sorocabana a obter destaque a nível nacional desde o Vzyadoq Moe. Já em seu primeiro ano de atividades o grupo elencou o line-up do Festival Juntatribo, e no ano seguinte já apresentava-se como atração principal em shows no circuito underground. Poucos anos depois, e já com seu primeiro disco lançado, o grupo passou a dividir palco com bandas internacionais em turnê pelo Brasil, e também teve seu primeiro videoclipe exibido nacionalmente por um canal de televisão.
Já com seis anos de carreira, e com dois discos lançados, o WRY decide mudar-se para a Inglaterra, onde integrou o circuito underground durante sete anos, e também produziu discos distribuídos mundialmente.
Um ano após seu retorno ao Brasil o grupo entrou em um hiato que durou quatro anos. Com sua retomada aos palcos em 2014, o WRY voltou também a produzir material inédito, e em 2020 lançou o álbum Noites Infinitas, este que foi vencedor do Prêmio Dynamite de Música Independente na categoria Melhor Lançamento de Indie Rock em 2021.

## História

### 1993-2001 O Inicio, os primeiros discos e os grandes shows
Em 1993, Mario Bross, Luciano Marcello, Chokito e Renato Bizar, que tradicionalmente se reuniam para jogar basquete, inspiraram-se em grandes nomes do rock mundial como Sonic Youth e Jesus and Mary Chain para montar sua própria banda, o Piso Sonoro, essa que seria o embrião do WRY. No início nenhum dos membros possuía conhecimento musical, e as primeiras músicas do grupo foram surgindo conforme os integrantes iam obtendo domínio sobre os seus instrumentos. No ano seguinte, em 1994, o Piso Sonoro passou a se chamar WRY.
Com algumas músicas compostas, o WRY fez seu primeiro show em um festival alternativo na cidade de Santos no dia 24 de maio de 1994, e ainda no mesmo ano o grupo obteve visibilidade no cenário musical nacional ao ser uma das selecionadas para participar da segunda edição do Festival Juntatribo, na cidade de Campinas, ao lado de bandas como Garage Fuzz, Câmbio Negro e Planet Hemp. No ano seguinte, o WRY já apresentava-se como atração principal em bares noturnos de São Paulo.
Nos primórdios, o grupo compunha apenas em inglês, o que levou seus integrantes a fazer permuta com uma escola de idiomas, para melhorar sua fluência, recebendo aulas de inglês em troca de shows.
Em 1995, o WRY lançou sua demo tape Morangoland, e após muitas execuções ao vivo em bares e palcos improvisados, em 1998 lançou seu primeiro álbum, intitulado Direct, esse que obteve elogios da crítica, que apontou a faixa Do You Dance With Me? como um de seus destaques, e que também incluiu as faixas Redshoes, que ganhou um videoclipe produzido na época, e She Gets Souls, que integrou a coletânea Make your Choice lançada em 1997. Após o lançamento do seu primeiro disco, o WRY passou a elencar festivais de música em outras regiões do país, dividir palco com bandas internacionais, que estavam em turnê no Brasil, como Superchunk e Man or Astroman?, e também participou de programas exibidos pela MTV Brasil, tendo também seus primeiros videoclipes vinculados a programação da emissora.
Em 2000 o WRY lançou o seu segundo álbum de estúdio, Heart-Experience, pela gravadora Tamborete, disco que seria relançado pela Monstro Discos, com uma faixa bônus em 2002. Em 2001, o grupo apresentou-se no programa Musikaos, transmitido pela TV Cultura, e organizou a primeira edição do festival Circadélica, na cidade de Sorocaba, com o intuito de arrecadar alimentos e agasalhos a serem destinados a entidades beneficentes locais. Em agosto do mesmo ano, o grupo anunciou que estaria de mudança, por tempo indeterminado, para a capital britânica, Londres, em busca de novas experiências e oportunidades em sua carreira.

### 2002-2009: Sete anos em Londres eFlames in the Head
Já no primeiro ano na capital inglesa, o WRY estabeleceu parceria com uma produtora local chamada Reckless Management, e também com outras bandas brasileiras que lá estavam, com as quais criou uma rede de apoio para agendar seus shows e enfrentar a dura competição do cenário underground local. Em 14 de março de 2002, o grupo realizou sua primeira apresentação ao vivo em Londres no bar On The Rocks, e no segundo semestre do ano, retornou ao Brasil para uma turnê intitulada "WRY - I Love & Hate You Brazil Tour 2002".
De volta a Londres, em fevereiro de 2003, o grupo passou a ser empresariado pelo americano Tom O'Connor e conquistou seu espaço no cenário underground britânico, participando recorrentemente de shows e festivais, incluindo apresentações ao lado de bandas como The Rakes e The Subways, com as quais desenvolveu uma relação de amizade, além de participar ao vivo de programas de rádio, ilustrar revistas locais voltadas ao mundo do rock e obter elogios da crítica pelas suas composições e performances ao vivo.
Já em 2004, na garagem de sua casa em Londres, o grupo gravou o EP Come and Fall/Where I Stand, este que no Brasil foi distribuído em formato compacto pela Monstro Discos e no exterior distribuído nas lojas Rough Trade, e que chegou às mãos do produtor Gordon Raphael, que recentemente havia produzido um EP e os dois primeiros discos do The Strokes, e também a Tim Wheeler, vocalista da banda irlandesa Ash, dupla essa que viria a produzir o novo disco do WRY, lançado em 2005. O terceiro disco, Flames in the Head, eleito em 2014 pelo site Música Instantânea como um dos 100 melhores lançamentos dos anos 2000, foi gravado no mesmo estúdio em que também gravaram bandas como Futureheads e Razorlight, na época consideradas destaques do novo rock inglês.
No final de 2005, a banda retornou ao Brasil para promover o lançamento do seu novo disco com a turnê "WRY em Chamas no Brasil", sendo anunciada pela imprensa nacional como uma banda "inglesa", e com sua estadia no país, o grupo recebeu o convite para compor a trilha sonora do desfile da Ellus, no São Paulo Fashion Week, onde apresentou-se em janeiro de 2006. Ainda em 2006, André Zanini assume o lugar de Renato Bizar, tornando-se o novo baterista do grupo.
Em julho de 2007 o grupo lançou pela gravadora inglesa Club AC30 o EP Whales and Sharks, que teve distribuição no Reino Unido, Japão, Estados Unidos e no Brasil. Também pela Club AC30, o WRY lançou o single Sister/Different from me em 2007 e participou da coletânea Never Lose That Feeling Vol. 3, um tributo às clássicas bandas de shoegaze lançado em 2009, na qual o WRY regravou a música Some Candy Talking do Jesus and Mary Chain. Ainda na Inglaterra o grupo participou da coletânea 50minutes lançada pela gravadora Exercise1 Recordings em 2006.

### 2009-2010:She Science, o retorno ao Brasil e o fim do WRY
Em janeiro de 2009 o grupo anunciou que voltaria definitivamente ao Brasil no mês de abril, e que já estava preparando o lançamento de novos trabalhos de estúdio para o mesmo ano. O ano de 2009 foi marcado também por mudanças na formação da banda: o baixista Chokito, que permaneceu em Londres, foi substituído por William Leonotti, e em junho foi anunciado que Renato Bizar voltaria a assumir o posto de baterista na banda. Ainda em janeiro de 2009, o fotógrafo inglês Stuart Nicholls, publicou o livro WRY in the UK 2002-2008, apresentando através de fotografias a trajetória do grupo ao longo de sete anos na Inglaterra.
Em abril de 2009 o grupo lançou o seu primeiro álbum com letras também escritas em português, She Science, eleito como um dos 10 melhores lançamentos nacionais do ano pelo site Rock in Press, e junto com o lançamento é anunciada uma turnê de divulgação por diversos estados brasileiros. No início de 2010, chegou a ser divulgado que todas as faixas do álbum iriam compor a trilha sonora de um filme dirigido por Daniel Florêncio, mas o filme não chegou a ser lançado.
Em 2010, em virtude a questões de logística, que impossibilitavam a realização de shows para promover o disco She Science como desejavam, e devido aos compromissos com o Asteroid Bar, recentemente fundado por membros da banda, o WRY anunciou que encerraria suas atividades, e também que faria seu último show, previsto para o dia 29 de maio em Sorocaba. Na mesma ocasião a banda ainda anunciou que no dia 24 de junho, data que marcou os 16 anos do seu primeiro show, disponibilizaria para download em seu blog uma série de trabalhos inéditos, incluindo bootlegs ao vivo e remixes, além do álbum National Indie Hits, este um tributo à bandas da cena independente do Brasil da década de 1990, como Pin Ups, Walverdes, entre outras, e que viria a ser lançado em formato físico somente em 2016. Após esses acontecimentos, no dia 25 de junho, o selo musical Sinewave disponibilizou um single inédito do grupo, Deep Field/Nostalgia.

### 2014-2019: O retorno eWhales, Sharks and Dreams
Em 2014, após um hiato de quatro anos, o WRY se reuniu para um único show, no Asteroid Bar, na célebre data de 24 de maio, comemorando os 20 anos do seu primeiro show. O show comemorativo contou com a participação de todos os integrantes que passaram oficialmente pelo grupo, e também com a execução de músicas até então inéditas. Em outubro do mesmo ano a banda anunciou o lançamento do EP Deeper in a Dream, lançado em fita K7 com cinco músicas, e também de um videoclipe homônimo.
Em janeiro de 2015, definitivamente de volta aos palcos, o WRY foi anunciado com uma das atrações no festival Primavera Sound, na Espanha, e com a volta do baterista André Zanini, o grupo deu sequência a uma série de apresentações ao vivo, incluindo shows nacionais e internacionais, com passagem por Inglaterra e Portugal, e também em importantes festivais nacionais. Ainda em 2015 a banda apresentou-se ao vivo no programa Estúdio Showlivre, onde revelou curiosidades e planos futuros, e ainda participou da coletânea Psychocandy Revisited, uma homenagem proposta pelo selo The Blog That Celebrates Itself Records aos trinta anos do lançamento do disco de estreia da banda escocesa Jesus and Mary Chain.
Em 2016, já com Ítalo Ribeiro na bateria, e preparando um novo disco de músicas inéditas, o grupo anunciou o lançamento do disco compilado Whales, Sharks and Dreams pelo selo americano Sonovibe Records, que traz os seus dois últimos EPs, em versões remasterizadas. No lado A as faixas de Whales and Sharks de 2007, e uma música inédita, A Million Stars in your Eyes, e no lado B as faixas de Deeper in a Dream lançado em 2014. Com o lançamento do novo disco em vinil, o grupo saiu em uma turnê que percorreu diversos estados do Brasil até 2017.
Em setembro de 2017, o grupo lançou o single She's Falling, o primeiro de três singles lançados pela Deckdisc, a integrar o projeto chamado posteriormente de "Trilogia da Cama". Ainda em 2017 lançaram o segundo single, Life Is Like a Dream, que em 2019 integraria a coletânea do premiado documentário sobre a cena indie brasileira Guitar Days, e no segundo semestre de 2018 encerrou a trilogia com Under your Skin. Todos os singles ganharam videoclipes exclusivos, nos quais tinham em comum uma cama, adquirida de segunda mão, como elemento principal.

### 2020-2022:Noites Infinitas,RevivereAurora
No início de 2020, foi anunciado a participação do WRY na coletânea Snoozing All This Time, um tributo à banda sergipana Snooze, na qual regravou a música I Feel You. A partir de agosto do mesmo ano o WRY passou a promover o lançamento de seu novo trabalho de estúdio, Noites Infinitas, através dos singles e videoclipes das faixas Travel, Morreu a Esperança e Tumulto, Barulho e Confusão.
Em 30 de outubro, o WRY lançou oficialmente no serviço de streaming o disco Noites Infinitas com 10 músicas inéditas, quebrando o jejum de 11 anos desde o lançamento do disco She Science. O disco lançado pelo selo norte-americano OAR, e que foi gravado no próprio estúdio da banda com produção do vocalista Mario Bross, logo obteve destaque no meio musical, elencando diversas listas de melhores lançamentos do ano, também tendo algumas de suas faixas inclusas no Top 10 de rádios alternativas brasileiras e americanas, alcançando a posição 145 no Top 200 da North American College & Community Radio Chart (NAAC) em novembro nos Estados Unidos. No ano seguinte, o disco foi vencedor do Prêmio Dynamite de Música Independente na categoria Melhor Lançamento de Indie Rock.
O WRY encerra o ano de 2020 com o lançamento do clipe da faixa Absoluta Incerteza e com a apresentação ao vivo no Festival Febre.
Em 2021, a banda teve uma faixa inclusa na coletânea Anuário Rock Baiano Vol. 4, lançada pelos selos Brechó Discos, Bigbross Records e São Rock Disco. Ainda no primeiro trimestre de 2021, dando sequência ao ciclo de divulgação do álbum Noites Infinitas, o grupo promoveu o lançamento de uma série de EPs, disponibilizados no streaming, que trouxeram faixas do álbum, e algumas dos álbuns anteriores, em versões remixadas por inúmeros profissionais do mercado fonográfico. O primeiro lançamento ocorreu em março com o EP Man in the Mirror, seguido por Weapon in my Hand em maio, Uma Pessoa Comum em junho, e encerrou seu ciclo com Unconventional, lançado em julho. Em agosto a banda lançou o álbum de 10 faixas, também em formato virtual, Reimagining Noites Infinitas, contando com remixes e releituras de artistas do cenário nacional e internacional.
Em outubro de 2021, a banda lançou o single Where I Stand, que também ganhou um videoclipe, para promover o seu sétimo disco de estúdio, Reviver, lançado oficialmente em 12 de novembro. O sétimo disco no grupo, assim como seu antecessor, foi produzido no próprio estúdio da banda e teve produção de Mario Bross. Nele são apresentadas dez faixas B-Sides, recicladas através de composições criadas ao longo da carreira da banda e que até então nunca haviam sido lançadas oficialmente nas plataformas digitais. Ainda em novembro, seguindo o mesmo conceito do disco recém lançado, o grupo lançou o videoclipe da faixa Campo Profundo, que foi criado a partir de uma fita VHS com registros captados na década de 1990. O disco ganhou destaque em sites do meio musical nacional e esteve presente na lista dos 50 melhores lançamentos do ano do site Hits Perdidos, e ocupou o terceiro lugar nas listas dos sites Canal do Rock e Floga-se, esta elaborada através do voto popular de seus leitores. O disco ainda foi apontado por Clemente Tadeu Nascimento como um dos cinco destaques de 2021 em uma ação conjunta na qual Gastão Moreira reuniu críticos musicais para elegerem os melhores lançamentos do ano.
Em 2022 o grupo passou a integrar o case de bandas da agência Powerline, que se tornou a responsável pelo agendamentos de seus shows, e também da gravadora a Before Sunrise Records. Em setembro o grupo lançou o single “Sem Medo de Mudar”; em parceria com a Ditto Music Brasil, e em outubro o "Contramão", que ganhou também um videoclipe. No dia 11 de novembro, o WRY lançou nas plataformas de streaming o seu oitavo disco e primeiro totalmente em português Aurora. O álbum trouxe 11 faixas e ainda ganhou uma versão em vinil. Grande parte das faixas do Aurora tiveram versões caseiras, editadas por Mario Bross através da troca de riffs, beats e letras, pelo Whatsapp, com os demais músicos. A mulher que é destaque na capa do disco é a filha do baixista William Leonotti.
Assim como seus antecessores o Aurora elencou a lista de melhores discos do ano, apontado como tal pela Associação Paulista de Críticos de Arte, pelo Tenho mais Discos que Amigos, Hits Perdidos, dentre outros veículos especializados.
Em 2023, o WRY disponibilizou parte de seu acervo inédito na coletânea Demolição, onde reuniu demos e primeiras versões de músicas nunca antes divulgadas.

## Integrantes

### Formação atual:
- Mario Bross - vocal e guitarra
- Luciano Marcello - guitarra
- William Leonotti - baixo
- Italo Ribeiro - bateria

### Ex-integrantes
- Renato Bizar - bateria
- André Zanini - bateria
- Chokito - baixo

## Discografia

### Álbuns de estúdio
- Direct (1998)
- Heart-Experience (2000)
- Flames in the Head (2005)
- She Science (2009)
- National Indie Hits (2010)
- Noites Infinitas (2020)
- Reviver (2021)
- Aurora (2022)

### Eps
- Come and Fall/Where I Stand (2004)
- Whales and Sharks (2007)
- Deeper in a Dream (2014)

### Compilações
- Whales, Sharks and Dreams (2016)
- Demolição (2023)

### Álbuns e EPs de remix
- Man in the Mirror (2021)
- Weapon in my Hand (2021)
- Uma Pessoa Comum (2021)
- Unconventional (2021)
- Reimagining Noites Infinitas (2021)

### Coletâneas de vários artistas
- Make your Choice (1997)
- 50minutes (2006)
- Never Lose That Feeling Vol. 3 (2009)
- Guitar Days (2009)
- Psychocandy Revisited (2015)
- Snoozing All This Time (2020)
- Anuário Rock Baiano Vol. 4 (2021)

### Singles
- Sister/Different from me (2007)
- Deep Field/Nostalgia (2010)
- She's Falling (2017)
- Life Is Like a Dream (2017)
- Under your Skin (2018)
- Sem Medo de Mudar (2022)

### Demos
- Morangoland (1995)

## Videografia
- Redshoes (1998)
- Jesus Beggar (2000)
- Don't you ever Call on my Name Again (2005)
- In the Hell of my Head (2005)
- Cancer (2006)
- Different from me (2007)
- Bitter Breakfast (2007)
- Dois corações e o Sol (2009)
- Deeper in a Dream (2014)
- Sister (2015)
- Whirlwind (2015)
- Waves (2015)
- Lábios Trêmulos (2016)
- She's Falling (2017)
- Life Is Like a Dream (2017)
- Under your Skin (2018)
- Travel (2020)
- Morreu a Esperança (2020)
- Tumulto, Barulho e Confusão (2020)
- I feel Invisible (2020)
- Absoluta Incerteza (2020)
- I can Change (2020)
- Longitude (2021)
- Man in the Mirror (2021)
- Weapon in my Hand (Geztalt Remix) (2021)
- Uma Pessoa Comum (Adriano Cintra Remix) (2021)
- Where I Stand (2021)
- Campo Profundo (2021)
- Contramão (2022)

## Prêmios e indicações
| Ano  | Prêmio                                       | Categoria                       | Indicado         | Resultado |
| ---- | -------------------------------------------- | ------------------------------- | ---------------- | --------- |
| 2015 | Festival Iberoamericano de Cinema de Sergipe | Melhor Videoclipe               | Waves            | Indicado  |
| 2020 | Prêmio Gabriel Thomaz de Música Brasileira   | Hit do ano                      | Travel           | Indicado  |
| 2021 | Prêmio Dynamite de Música Independente       | Melhor Lançamento de Indie Rock | Noites Infinitas | Venceu    |